# Lingua tsonga
La lingua tsonga, conosciuta anche con i nomi di thonga, tonga, gwamba, shangaan o shangana, (nome nativo xiTsonga) è una lingua tswa-ronga parlata in Sudafrica e Mozambico.

## Distribuzione geografica
Secondo i dati del censimento sudafricano del 2011, i locutori L1 sono 2.277.148, pari al 4,5% della popolazione, stanziati principalmente nelle province del Limpopo e del Gauteng.
Secondo Ethnologue, la lingua è inoltre parlata da 1.710.000 persone in Mozambico (dato del 2006) e da 19.000 persone nello Swaziland (dato del 1993). La lingua è attestata anche nello Zimbabwe sudorientale, vicino al confine con il Mozambico. La stima complessiva dei locutori è di circa 4 milioni.

### Lingua ufficiale
Lo tsonga è una delle undici lingue ufficiali del Sudafrica

## Classificazione
Lo tsonga viene classificato all'interno del gruppo delle lingue tswa-ronga, compreso all'interno del gruppo S della classificazione di Guthrie delle lingue bantu; ha similarità con le altre lingue identificate nel gruppo (tswa e ronga), parlate prevalentemente in Mozambico, con le quali ha un elevato grado di mutua comprensibilità tanto che vengono a volte considerati come tre distinti dialetti di una stessa lingua.
Secondo Ethnologue, la classificazione della lingua tsonga è la seguente:
- Lingue niger-kordofaniane
  - Lingue congo-atlantiche
    - Lingue volta-congo
      - Lingue benue-congo
        - Lingue bantoidi
          - Lingue bantoidi meridionali
            - Lingue bantu
              - Lingue bantu centrali
                - Lingue bantu S

## Sistema di scrittura
Per la scrittura si usa l'alfabeto latino.

## Esempio di testo
Padre nostro in Tsonga:
Tata wa hina la nge matilweni,
vito ra wena a ri hlawuleke;
a ku te ku fuma ka wena;
ku rhandza ka wena a ku endliwe misaveni,
tanihi loko ku endliwa tilweni.
U hi nyika namuntlha vuswa bya hina bya siku rin'wana ni rin'wana;
u hi rivalela swidyoho swa hina,
tanihi loko na hina hi rivalela lava hi dyohelaka;
u nga hi yisi emiringweni,
kambe u hi ponisa eka Lowo biha,
Amen.